# Corynoptera furcifera
Corynoptera furcifera är en tvåvingeart som beskrevs av Werner Mohrig och Boris Mamaev 1987. Corynoptera furcifera ingår i släktet Corynoptera och familjen sorgmyggor. Arten är reproducerande i Sverige. Inga underarter finns listade i Catalogue of Life.